# کوه‌های تاراباغاتای
کوه‌های تاراباغاتای (به قزاقی: Tarbagatai Mountains) یک رشته‌کوه در قزاقستان است که در مرز این کشور با چین و مغولستان واقع شده‌است.